# 리오토
리오토(영어: Li Auto, 중국어 간체자: 理想汽车, 병음: Lǐxiǎng Qìchē, 직역: ideal car)는 중국의 EREV(주행거리 확장 전기자동차) 전문 제조사로, 본사는 중국 베이징시에 있다.

## 차종

### 현재 생산 차종
- 리오토 L9 (2022년~현재), 풀 사이즈 EREV SUV
- 리오토 L8 (2022년~현재), 미드 사이즈 EREV SUV
- 리오토 L7 (2023년~현재), 미드 사이즈 EREV SUV
- 리오토 L6, 컴펙트 EREV SUV
- 리오토 메가 (2024년~현재), 풀 사이즈 BEV MPV

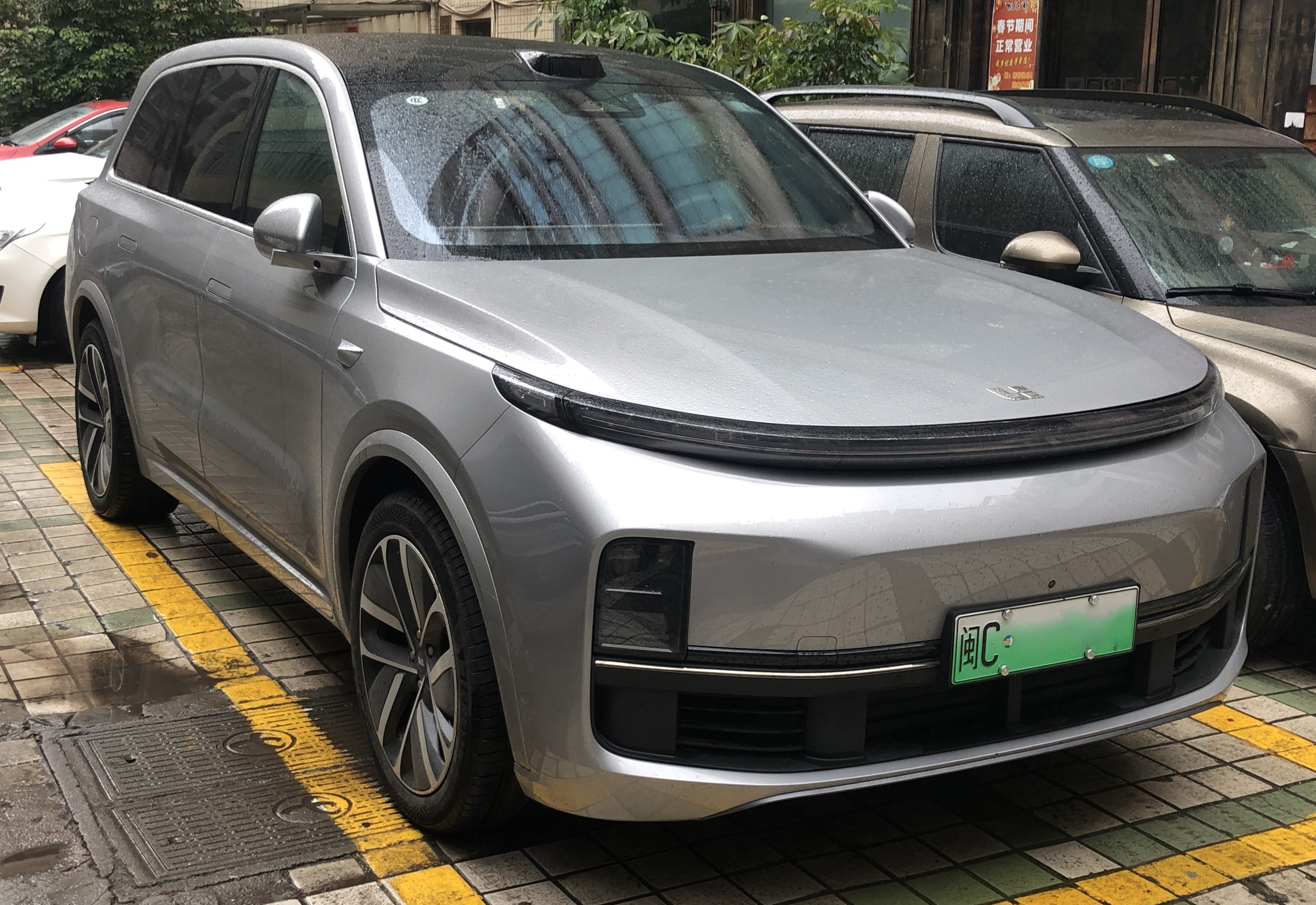
리오토 L9
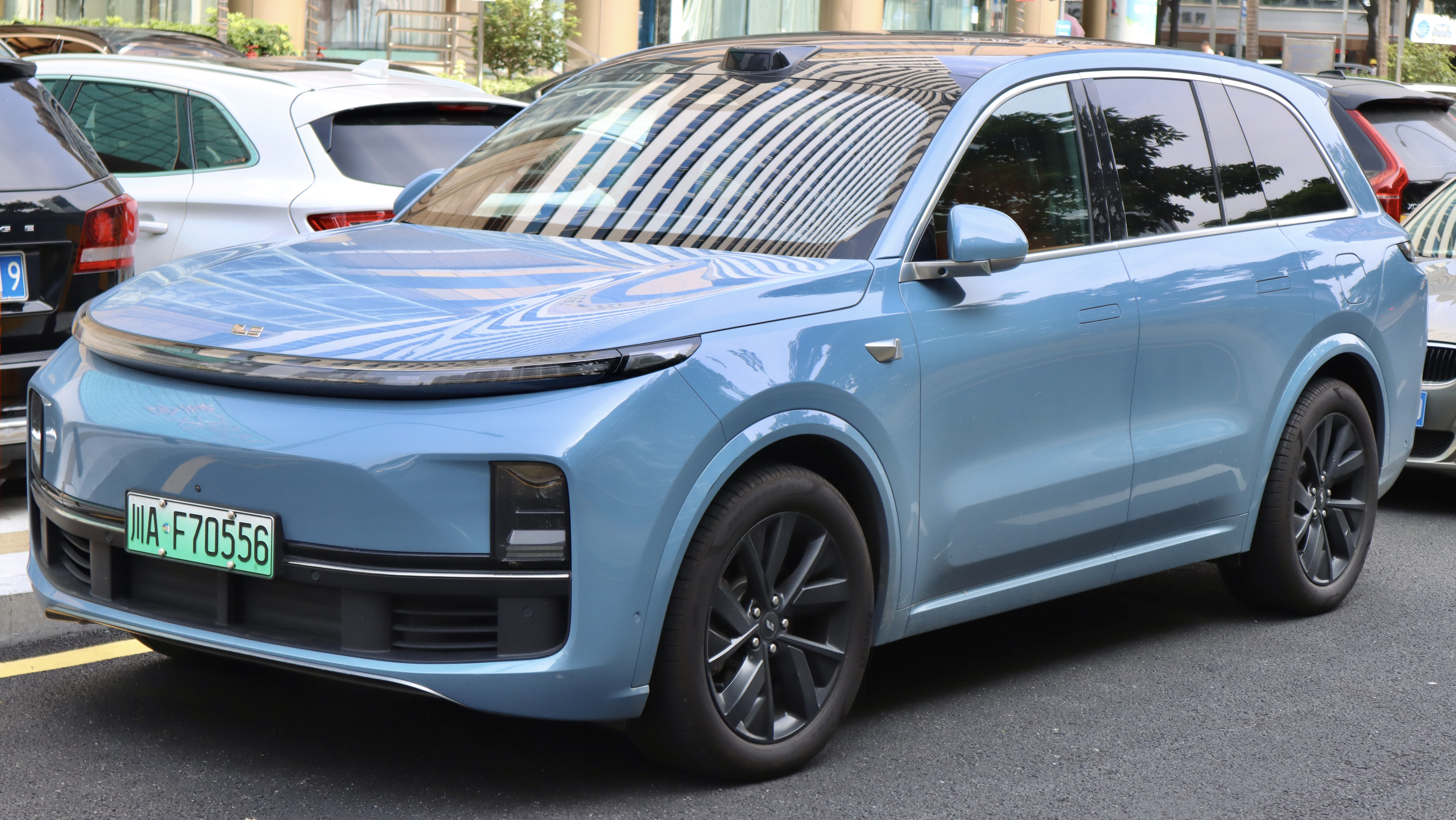
리오토 L8
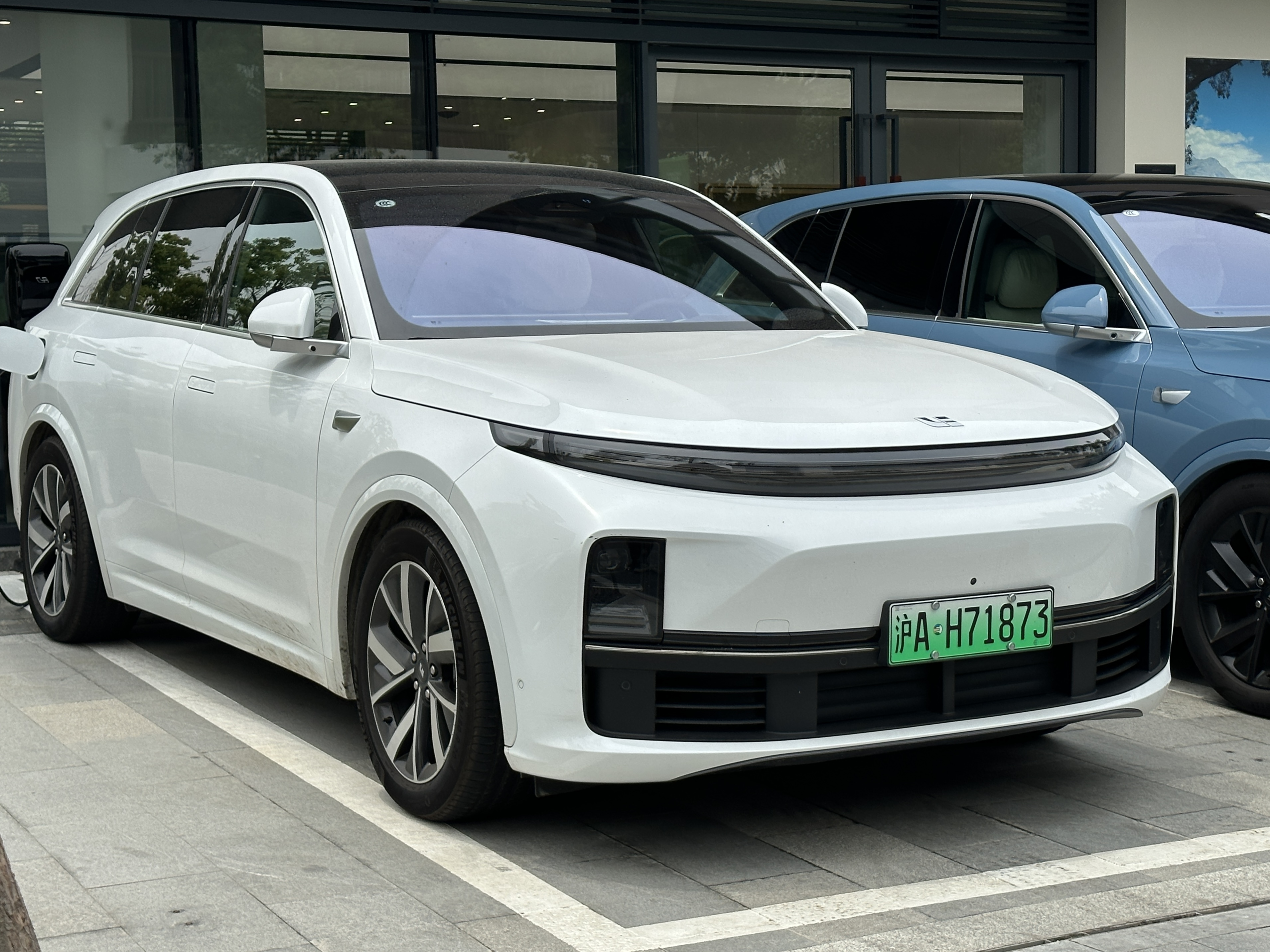
리오토 L7
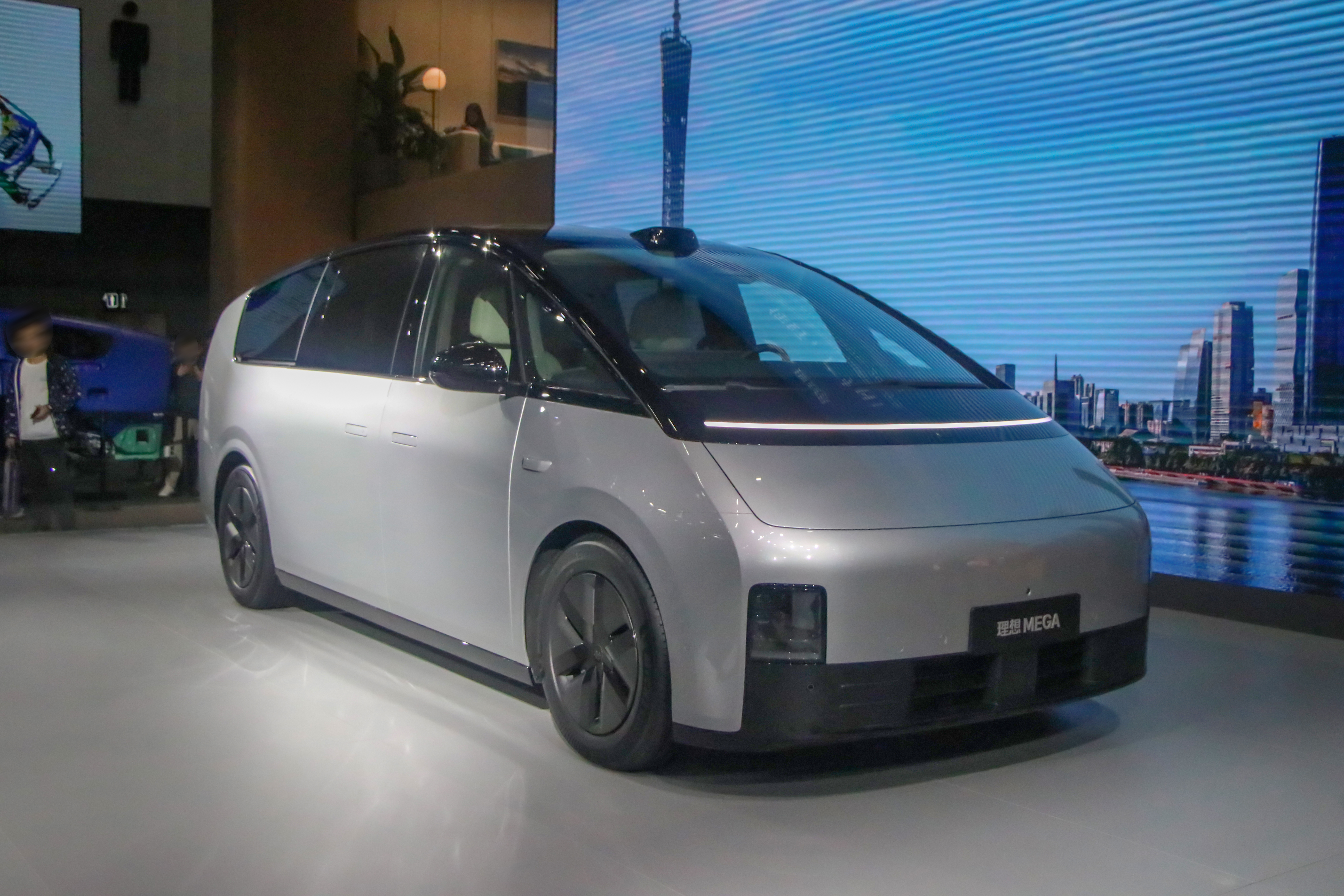
리오토 메가

### 과거 생산 차종
- 리오토 원 (2019년~2022년), 미드 사이즈 크로스오버 EREV SUV

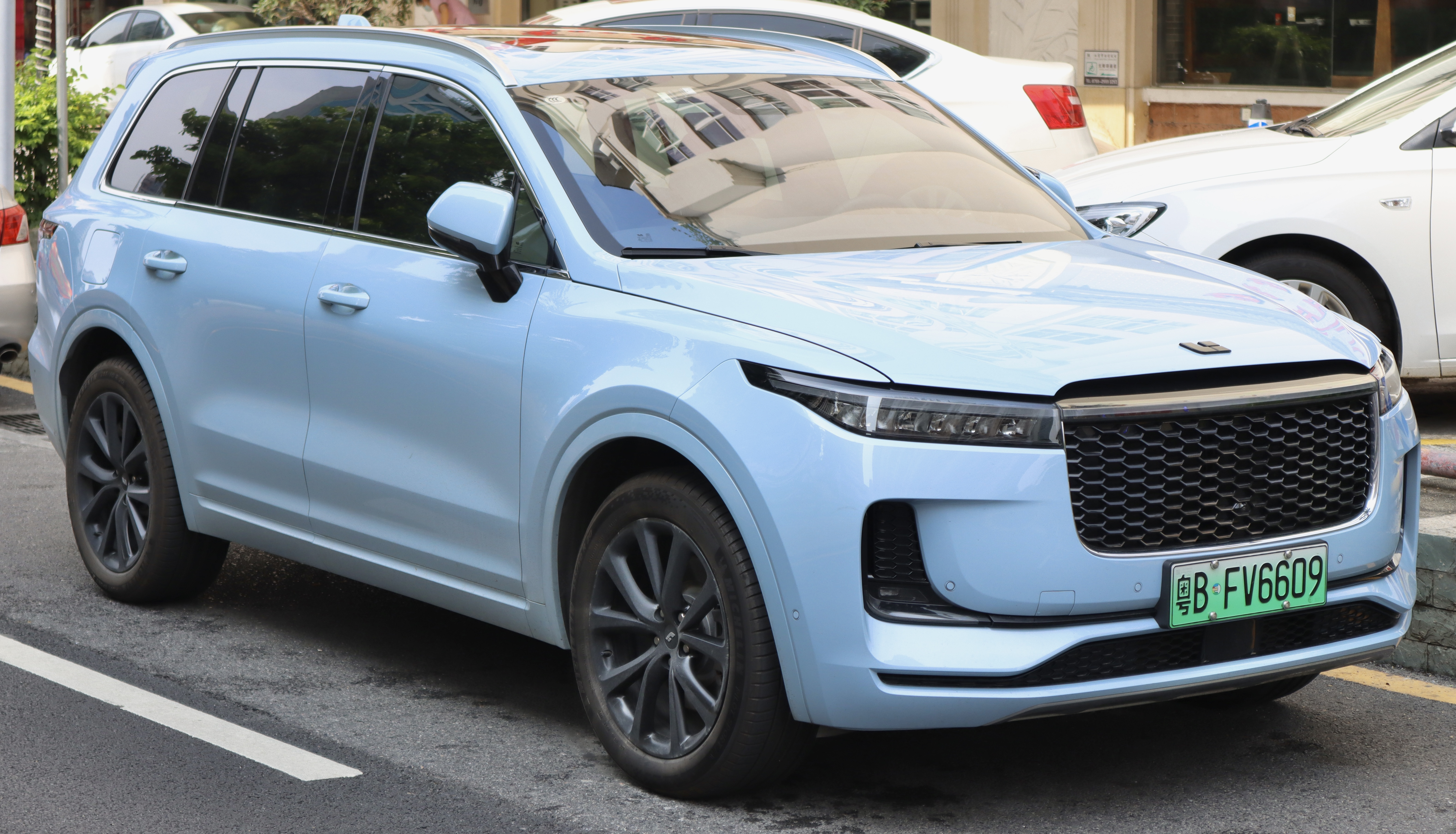
리오토 원

## 같이 보기
- 니오 (기업)
- 샤오펑 전기차
- 립모터
- 비야디 자동차